# Mon Bateung
Mon Bateung is een bestuurslaag in het regentschap Nagan Raya van de provincie Atjeh, Indonesië. Mon Bateung telt 560 inwoners (volkstelling 2010).